# Brabantse Pijl 2022
Brabantse Pijl 2022 var den 62. udgave af det belgiske cykelløb Brabantse Pijl. Det godt 200 km lange linjeløb havde 2.034 højdemeter, og blev kørt den 13. april 2022 med start i Leuven og mål i Overijse i Flandern. Løbet var en del af UCI ProSeries 2022. Løbet blev vundet af 19-årige amerikanske Magnus Sheffield fra Ineos Grenadiers.

## Resultat
| \| Samlede stilling \| Samlede stilling \| Samlede stilling \| Samlede stilling \| Samlede stilling \| \| Rytter \| Rytter \| Hold \| Tid \| \| \| ---------------- \| ---------------- \| ---------------------- \| ---------------- \| ---------------- \| \| 1. \| Magnus Sheffield \| Ineos Grenadiers \| 4t 53' 21" \| \| \| 2. \| Benoît Cosnefroy \| AG2R Citroën Team \| + 37" \| \| \| 3. \| Warren Barguil \| Arkéa-Samsic \| + 37" \| \| \| 4. \| Ben Turner \| Ineos Grenadiers \| + 40" \| \| \| 5. \| Tom Pidcock \| Ineos Grenadiers \| + 41" \| \| \| 6. \| Remco Evenepoel \| Quick-Step Alpha Vinyl \| + 41" \| \| \| 7. \| Michael Matthews \| BikeExchange-Jayco \| + 41" \| \| \| 8. \| Dylan Teuns \| Bahrain Victorious \| + 41" \| \| \| 9. \| Tim Wellens \| Lotto-Soudal \| + 41" \| \| \| 10. \| Xandro Meurisse \| Alpecin-Fenix \| + 51" \| \| |                  |                        |            |
| |                  |                        |            |
| Kilde: ProCyclingStats |                  |                        |            |
| Samlede stilling |                  |                        |            |
| Rytter | Rytter           | Hold                   | Tid        |
| 1. | Magnus Sheffield | Ineos Grenadiers       | 4t 53' 21" |
| 2. | Benoît Cosnefroy | AG2R Citroën Team      | + 37"      |
| 3. | Warren Barguil   | Arkéa-Samsic           | + 37"      |
| 4. | Ben Turner       | Ineos Grenadiers       | + 40"      |
| 5. | Tom Pidcock      | Ineos Grenadiers       | + 41"      |
| 6. | Remco Evenepoel  | Quick-Step Alpha Vinyl | + 41"      |
| 7. | Michael Matthews | BikeExchange-Jayco     | + 41"      |
| 8. | Dylan Teuns      | Bahrain Victorious     | + 41"      |
| 9. | Tim Wellens      | Lotto-Soudal           | + 41"      |
| 10. | Xandro Meurisse  | Alpecin-Fenix          | + 51"      |

## Hold og ryttere
| UCI WorldTeams (13)- AG2R Citroën Team - Bahrain Victorious - Bora-Hansgrohe - Cofidis - EF Education-EasyPost - Ineos Grenadiers - Intermarché-Wanty-Gobert Matériaux - Israel-Premier Tech - Lotto-Soudal - Quick-Step Alpha Vinyl - BikeExchange-Jayco - Trek-Segafredo - UAE Team Emirates UCI ProTeams (8)- Alpecin-Fenix - Arkéa-Samsic - B&B Hotels-KTM - Bardiani-CSF-Faizanè - Bingoal Pauwels Sauces WB - Burgos-BH - Sport Vlaanderen-Baloise - Uno-X Pro Cycling Team |
| |

### Danske ryttere
| Danske ryttere på startlisten |                    |                        |           |
| Rygnummer                     | Rytter             | Hold                   | Placering |
| 23                            | Andreas Kron       | Lotto-Soudal           | 52        |
| 81                            | Michael Valgren    | EF Education-EasyPost  | 11        |
| 91                            | Jakob Fuglsang     | Israel-Premier Tech    | DNF       |
| 94                            | Mads Würtz Schmidt | Israel-Premier Tech    | DNF       |
| 113                           | Alexander Kamp     | Trek-Segafredo         | 61        |
| 117                           | Jakob Egholm       | Trek-Segafredo         | DNF       |
| 204                           | Jacob Hindsgaul    | Uno-X Pro Cycling Team | DNF       |
| 207                           | Jonas Gregaard     | Uno-X Pro Cycling Team | 30        |

* DNF = gennemførte ikke

### Startliste
| Ineos Grenadiers IGD | Ineos Grenadiers IGD     | Ineos Grenadiers IGD |
| -------------------- | ------------------------ | -------------------- |
| Nr.                  | Rytter                   | Placering            |
| 1                    | Tom Pidcock (GBR)        |                      |
| 2                    | Laurens De Plus (BEL)    |                      |
| 3                    | Luke Rowe (GBR)          |                      |
| 4                    | Michał Kwiatkowski (POL) |                      |
| 5                    | Ben Turner (GBR)         |                      |
| 6                    | Cameron Wurf (AUS)       |                      |
| 7                    | Magnus Sheffield (USA)   |                      |

| Quick-Step Alpha Vinyl QST | Quick-Step Alpha Vinyl QST          | Quick-Step Alpha Vinyl QST |
| -------------------------- | ----------------------------------- | -------------------------- |
| Nr.                        | Rytter                              | Placering                  |
| 11                         | Julian Alaphilippe (FRA) (landevej) |                            |
| 12                         | Rémi Cavagna (FRA) (landevej)       |                            |
| 13                         | Remco Evenepoel (BEL)               |                            |
| 14                         | Dries Devenyns (BEL)                |                            |
| 15                         | Andrea Bagioli (ITA)                |                            |
| 16                         | Mauri Vansevenant (BEL)             |                            |
| 17                         | Davide Ballerini (ITA)              |                            |

| Lotto-Soudal LTS | Lotto-Soudal LTS         | Lotto-Soudal LTS |
| ---------------- | ------------------------ | ---------------- |
| Nr.              | Rytter                   | Placering        |
| 21               | Philippe Gilbert (BEL)   |                  |
| 22               | Victor Campenaerts (BEL) |                  |
| 23               | Andreas Kron (DEN)       |                  |
| 24               | Cedric Beullens (BEL)    |                  |
| 25               | Sébastien Grignard (BEL) |                  |
| 26               | Roger Kluge (GER)        |                  |
| 27               | Tim Wellens (BEL)        |                  |

| Intermarché-Wanty-Gobert Matériaux IWG | Intermarché-Wanty-Gobert Matériaux IWG | Intermarché-Wanty-Gobert Matériaux IWG |
| -------------------------------------- | -------------------------------------- | -------------------------------------- |
| Nr.                                    | Rytter                                 | Placering                              |
| 31                                     | Jan Bakelants (BEL)                    |                                        |
| 32                                     | Baptiste Planckaert (BEL)              |                                        |
| 33                                     | Tom Devriendt (BEL)                    |                                        |
| 34                                     | Dimitri Claeys (BEL)                   |                                        |
| 36                                     | Adrien Petit (FRA)                     |                                        |
| 37                                     | Kevin Van Melsen (BEL)                 |                                        |

| AG2R Citroën Team ACT | AG2R Citroën Team ACT  | AG2R Citroën Team ACT |
| --------------------- | ---------------------- | --------------------- |
| Nr.                   | Rytter                 | Placering             |
| 41                    | Benoît Cosnefroy (FRA) |                       |
| 42                    | Mikaël Cherel (FRA)    |                       |
| 43                    | Dorian Godon (FRA)     |                       |
| 44                    | Oliver Naesen (BEL)    |                       |
| 45                    | Michael Schär (SUI)    |                       |
| 46                    | Lawrence Naesen (BEL)  |                       |
| 47                    | Larry Warbasse (USA)   |                       |

| Bahrain Victorious TBV | Bahrain Victorious TBV  | Bahrain Victorious TBV |
| ---------------------- | ----------------------- | ---------------------- |
| Nr.                    | Rytter                  | Placering              |
| 51                     | Yukiya Arashiro (JPN)   |                        |
| 52                     | Chun Kai Feng (TPE)     |                        |
| 53                     | Jan Tratnik (SLO)       |                        |
| 54                     | Jack Haig (AUS)         |                        |
| 55                     | Luis León Sánchez (ESP) |                        |
| 56                     | Dylan Teuns (BEL)       |                        |
| 57                     | Filip Maciejuk (POL)    |                        |

| Bora-Hansgrohe BOH | Bora-Hansgrohe BOH     | Bora-Hansgrohe BOH |
| ------------------ | ---------------------- | ------------------ |
| Nr.                | Rytter                 | Placering          |
| 61                 | Giovanni Aleotti (ITA) |                    |
| 62                 | Jordi Meeus (BEL)      |                    |
| 63                 | Marco Haller (AUT)     |                    |
| 64                 | Jonas Koch (GER)       |                    |
| 65                 | Martin Laas (EST)      |                    |
| 66                 | Nils Politt (GER)      |                    |
| 67                 | Ide Schelling (NED)    |                    |

| Cofidis COF | Cofidis COF              | Cofidis COF |
| ----------- | ------------------------ | ----------- |
| Nr.         | Rytter                   | Placering   |
| 71          | Bryan Coquard (FRA)      |             |
| 72          | Sander Armée (BEL)       |             |
| 74          | Davide Cimolai (ITA)     |             |
| 75          | Alexandre Delettre (FRA) |             |
| 76          | Alexis Renard (FRA)      |             |
| 77          | Kenneth Vanbilsen (BEL)  |             |

| EF Education-EasyPost EFE | EF Education-EasyPost EFE | EF Education-EasyPost EFE |
| ------------------------- | ------------------------- | ------------------------- |
| Nr.                       | Rytter                    | Placering                 |
| 81                        | Michael Valgren (DEN)     |                           |
| 82                        | Jens Keukeleire (BEL)     |                           |
| 83                        | Ben Healy (IRL)           |                           |
| 84                        | Alberto Bettiol (ITA)     |                           |
| 85                        | Jonas Rutsch (GER)        |                           |

| Israel-Premier Tech IPT | Israel-Premier Tech IPT             | Israel-Premier Tech IPT |
| ----------------------- | ----------------------------------- | ----------------------- |
| Nr.                     | Rytter                              | Placering               |
| 91                      | Jakob Fuglsang (DEN)                |                         |
| 92                      | Daryl Impey (RSA)                   |                         |
| 93                      | Krists Neilands (LAT)               |                         |
| 94                      | Mads Würtz Schmidt (DEN) (landevej) |                         |
| 95                      | Giacomo Nizzolo (ITA)               |                         |
| 96                      | Reto Hollenstein (SUI)              |                         |
| 97                      | Hugo Houle (CAN)                    |                         |

| BikeExchange-Jayco BEX | BikeExchange-Jayco BEX | BikeExchange-Jayco BEX |
| ---------------------- | ---------------------- | ---------------------- |
| Nr.                    | Rytter                 | Placering              |
| 101                    | Michael Matthews (AUS) |                        |
| 102                    | Jan Maas (NED)         |                        |
| 103                    | Luke Durbridge (AUS)   |                        |
| 104                    | Nick Schultz (AUS)     |                        |
| 105                    | Jack Bauer (NZL)       |                        |
| 106                    | Luka Mezgec (SLO)      |                        |
| 107                    | Dion Smith (NZL)       |                        |

| Trek-Segafredo TFS | Trek-Segafredo TFS      | Trek-Segafredo TFS |
| ------------------ | ----------------------- | ------------------ |
| Nr.                | Rytter                  | Placering          |
| 111                | Tony Gallopin (FRA)     |                    |
| 112                | Julien Bernard (FRA)    |                    |
| 113                | Alexander Kamp (DEN)    |                    |
| 114                | Antwan Tolhoek (NED)    |                    |
| 115                | Filippo Baroncini (ITA) |                    |
| 117                | Jakob Egholm (DEN)      |                    |

| UAE Team Emirates UAD | UAE Team Emirates UAD   | UAE Team Emirates UAD |
| --------------------- | ----------------------- | --------------------- |
| Nr.                   | Rytter                  | Placering             |
| 121                   | Matteo Trentin (ITA)    |                       |
| 122                   | Juan Ayuso (ESP)        |                       |
| 123                   | Alessandro Covi (ITA)   |                       |
| 124                   | Ivo Oliveira (POR)      |                       |
| 125                   | Marc Hirschi (SUI)      |                       |
| 126                   | Finn Fisher-Black (NZL) |                       |
| 127                   | Sebastián Molano (COL)  |                       |

| Alpecin-Fenix AFC | Alpecin-Fenix AFC       | Alpecin-Fenix AFC |
| ----------------- | ----------------------- | ----------------- |
| Nr.               | Rytter                  | Placering         |
| 131               | Tobias Bayer (AUT)      |                   |
| 132               | Dries De Bondt (BEL)    |                   |
| 133               | Floris De Tier (BEL)    |                   |
| 134               | Xandro Meurisse (BEL)   |                   |
| 135               | Stefano Oldani (ITA)    |                   |
| 136               | Kristian Sbaragli (ITA) |                   |
| 137               | Robert Stannard (AUS)   |                   |

| B&B Hotels-KTM BBK | B&B Hotels-KTM BBK     | B&B Hotels-KTM BBK |
| ------------------ | ---------------------- | ------------------ |
| Nr.                | Rytter                 | Placering          |
| 141                | Alan Boileau (FRA)     |                    |
| 142                | Franck Bonnamour (FRA) |                    |
| 144                | Cyril Gautier (FRA)    |                    |
| 145                | Quentin Jauregui (FRA) |                    |
| 146                | Eliot Lietaer (BEL)    |                    |

| Bardiani CSF Faizanè BCF | Bardiani CSF Faizanè BCF | Bardiani CSF Faizanè BCF |
| ------------------------ | ------------------------ | ------------------------ |
| Nr.                      | Rytter                   | Placering                |
| 151                      | Enrico Battaglin (ITA)   |                          |
| 153                      | Davide Gabburo (ITA)     |                          |
| 154                      | Jonathan Cañaveral (COL) |                          |
| 155                      | Martin Marcellusi (ITA)  |                          |
| 156                      | Alessio Martinelli (ITA) |                          |
| 157                      | Alex Tolio (ITA)         |                          |

| Bingoal Pauwels Sauces WB BWB | Bingoal Pauwels Sauces WB BWB | Bingoal Pauwels Sauces WB BWB |
| ----------------------------- | ----------------------------- | ----------------------------- |
| Nr.                           | Rytter                        | Placering                     |
| 161                           | Ludovic Robeet (BEL)          |                               |
| 162                           | Arjen Livyns (BEL)            |                               |
| 163                           | Milan Menten (BEL)            |                               |
| 164                           | Tom Wirtgen (LUX)             |                               |
| 165                           | Tom Paquot (BEL)              |                               |
| 166                           | Dimitri Peyskens (BEL)        |                               |
| 167                           | Mathijs Paasschens (NED)      |                               |

| Burgos-BH BBH | Burgos-BH BBH        | Burgos-BH BBH |
| ------------- | -------------------- | ------------- |
| Nr.           | Rytter               | Placering     |
| 171           | Felipe Orts (ESP)    |               |
| 172           | Jetse Bol (NED)      |               |
| 173           | Jesús Ezquerra (ESP) |               |
| 174           | Ángel Madrazo (ESP)  |               |
| 175           | Alex Molenaar (NED)  |               |
| 176           | Óscar Pelegrí (ESP)  |               |
| 177           | Ander Okamika (ESP)  |               |

| Sport Vlaanderen-Baloise SVB | Sport Vlaanderen-Baloise SVB | Sport Vlaanderen-Baloise SVB |
| ---------------------------- | ---------------------------- | ---------------------------- |
| Nr.                          | Rytter                       | Placering                    |
| 181                          | Ruben Apers (BEL)            |                              |
| 182                          | Jenno Berckmoes (BEL)        |                              |
| 183                          | Vito Braet (BEL)             |                              |
| 184                          | Arne Marit (BEL)             |                              |
| 185                          | Aaron Van Poucke (BEL)       |                              |
| 186                          | Kenneth Van Rooy (BEL)       |                              |
| 187                          | Julian Mertens (BEL)         |                              |

| Arkéa-Samsic ARK | Arkéa-Samsic ARK        | Arkéa-Samsic ARK |
| ---------------- | ----------------------- | ---------------- |
| Nr.              | Rytter                  | Placering        |
| 191              | Warren Barguil (FRA)    |                  |
| 192              | Winner Anacona (COL)    |                  |
| 193              | Łukasz Owsian (POL)     |                  |
| 194              | Benjamin Declercq (BEL) |                  |
| 195              | Christophe Noppe (BEL)  |                  |
| 196              | Markus Pajur (EST)      |                  |
| 197              | Kévin Vauquelin (FRA)   |                  |

| Uno-X Pro Cycling Team UXT | Uno-X Pro Cycling Team UXT       | Uno-X Pro Cycling Team UXT |
| -------------------------- | -------------------------------- | -------------------------- |
| Nr.                        | Rytter                           | Placering                  |
| 201                        | Idar Andersen (NOR)              |                            |
| 202                        | Ådne Holter (NOR)                |                            |
| 203                        | Tobias Halland Johannessen (NOR) |                            |
| 204                        | Jacob Hindsgaul (DEN)            |                            |
| 205                        | Torjus Sleen (NOR)               |                            |
| 206                        | Torstein Træen (NOR)             |                            |
| 207                        | Jonas Gregaard (DEN)             |                            |

| Ineos Grenadiers IGD | Ineos Grenadiers IGD     | Ineos Grenadiers IGD |
| -------------------- | ------------------------ | -------------------- |
| Nr.                  | Rytter                   | Placering            |
| 1                    | Tom Pidcock (GBR)        |                      |
| 2                    | Laurens De Plus (BEL)    |                      |
| 3                    | Luke Rowe (GBR)          |                      |
| 4                    | Michał Kwiatkowski (POL) |                      |
| 5                    | Ben Turner (GBR)         |                      |
| 6                    | Cameron Wurf (AUS)       |                      |
| 7                    | Magnus Sheffield (USA)   |                      |

| Quick-Step Alpha Vinyl QST | Quick-Step Alpha Vinyl QST          | Quick-Step Alpha Vinyl QST |
| -------------------------- | ----------------------------------- | -------------------------- |
| Nr.                        | Rytter                              | Placering                  |
| 11                         | Julian Alaphilippe (FRA) (landevej) |                            |
| 12                         | Rémi Cavagna (FRA) (landevej)       |                            |
| 13                         | Remco Evenepoel (BEL)               |                            |
| 14                         | Dries Devenyns (BEL)                |                            |
| 15                         | Andrea Bagioli (ITA)                |                            |
| 16                         | Mauri Vansevenant (BEL)             |                            |
| 17                         | Davide Ballerini (ITA)              |                            |

| Lotto-Soudal LTS | Lotto-Soudal LTS         | Lotto-Soudal LTS |
| ---------------- | ------------------------ | ---------------- |
| Nr.              | Rytter                   | Placering        |
| 21               | Philippe Gilbert (BEL)   |                  |
| 22               | Victor Campenaerts (BEL) |                  |
| 23               | Andreas Kron (DEN)       |                  |
| 24               | Cedric Beullens (BEL)    |                  |
| 25               | Sébastien Grignard (BEL) |                  |
| 26               | Roger Kluge (GER)        |                  |
| 27               | Tim Wellens (BEL)        |                  |

| Intermarché-Wanty-Gobert Matériaux IWG | Intermarché-Wanty-Gobert Matériaux IWG | Intermarché-Wanty-Gobert Matériaux IWG |
| -------------------------------------- | -------------------------------------- | -------------------------------------- |
| Nr.                                    | Rytter                                 | Placering                              |
| 31                                     | Jan Bakelants (BEL)                    |                                        |
| 32                                     | Baptiste Planckaert (BEL)              |                                        |
| 33                                     | Tom Devriendt (BEL)                    |                                        |
| 34                                     | Dimitri Claeys (BEL)                   |                                        |
| 36                                     | Adrien Petit (FRA)                     |                                        |
| 37                                     | Kevin Van Melsen (BEL)                 |                                        |

| AG2R Citroën Team ACT | AG2R Citroën Team ACT  | AG2R Citroën Team ACT |
| --------------------- | ---------------------- | --------------------- |
| Nr.                   | Rytter                 | Placering             |
| 41                    | Benoît Cosnefroy (FRA) |                       |
| 42                    | Mikaël Cherel (FRA)    |                       |
| 43                    | Dorian Godon (FRA)     |                       |
| 44                    | Oliver Naesen (BEL)    |                       |
| 45                    | Michael Schär (SUI)    |                       |
| 46                    | Lawrence Naesen (BEL)  |                       |
| 47                    | Larry Warbasse (USA)   |                       |

| Bahrain Victorious TBV | Bahrain Victorious TBV  | Bahrain Victorious TBV |
| ---------------------- | ----------------------- | ---------------------- |
| Nr.                    | Rytter                  | Placering              |
| 51                     | Yukiya Arashiro (JPN)   |                        |
| 52                     | Chun Kai Feng (TPE)     |                        |
| 53                     | Jan Tratnik (SLO)       |                        |
| 54                     | Jack Haig (AUS)         |                        |
| 55                     | Luis León Sánchez (ESP) |                        |
| 56                     | Dylan Teuns (BEL)       |                        |
| 57                     | Filip Maciejuk (POL)    |                        |

| Bora-Hansgrohe BOH | Bora-Hansgrohe BOH     | Bora-Hansgrohe BOH |
| ------------------ | ---------------------- | ------------------ |
| Nr.                | Rytter                 | Placering          |
| 61                 | Giovanni Aleotti (ITA) |                    |
| 62                 | Jordi Meeus (BEL)      |                    |
| 63                 | Marco Haller (AUT)     |                    |
| 64                 | Jonas Koch (GER)       |                    |
| 65                 | Martin Laas (EST)      |                    |
| 66                 | Nils Politt (GER)      |                    |
| 67                 | Ide Schelling (NED)    |                    |

| Cofidis COF | Cofidis COF              | Cofidis COF |
| ----------- | ------------------------ | ----------- |
| Nr.         | Rytter                   | Placering   |
| 71          | Bryan Coquard (FRA)      |             |
| 72          | Sander Armée (BEL)       |             |
| 74          | Davide Cimolai (ITA)     |             |
| 75          | Alexandre Delettre (FRA) |             |
| 76          | Alexis Renard (FRA)      |             |
| 77          | Kenneth Vanbilsen (BEL)  |             |

| EF Education-EasyPost EFE | EF Education-EasyPost EFE | EF Education-EasyPost EFE |
| ------------------------- | ------------------------- | ------------------------- |
| Nr.                       | Rytter                    | Placering                 |
| 81                        | Michael Valgren (DEN)     |                           |
| 82                        | Jens Keukeleire (BEL)     |                           |
| 83                        | Ben Healy (IRL)           |                           |
| 84                        | Alberto Bettiol (ITA)     |                           |
| 85                        | Jonas Rutsch (GER)        |                           |

| Israel-Premier Tech IPT | Israel-Premier Tech IPT             | Israel-Premier Tech IPT |
| ----------------------- | ----------------------------------- | ----------------------- |
| Nr.                     | Rytter                              | Placering               |
| 91                      | Jakob Fuglsang (DEN)                |                         |
| 92                      | Daryl Impey (RSA)                   |                         |
| 93                      | Krists Neilands (LAT)               |                         |
| 94                      | Mads Würtz Schmidt (DEN) (landevej) |                         |
| 95                      | Giacomo Nizzolo (ITA)               |                         |
| 96                      | Reto Hollenstein (SUI)              |                         |
| 97                      | Hugo Houle (CAN)                    |                         |

| BikeExchange-Jayco BEX | BikeExchange-Jayco BEX | BikeExchange-Jayco BEX |
| ---------------------- | ---------------------- | ---------------------- |
| Nr.                    | Rytter                 | Placering              |
| 101                    | Michael Matthews (AUS) |                        |
| 102                    | Jan Maas (NED)         |                        |
| 103                    | Luke Durbridge (AUS)   |                        |
| 104                    | Nick Schultz (AUS)     |                        |
| 105                    | Jack Bauer (NZL)       |                        |
| 106                    | Luka Mezgec (SLO)      |                        |
| 107                    | Dion Smith (NZL)       |                        |

| Trek-Segafredo TFS | Trek-Segafredo TFS      | Trek-Segafredo TFS |
| ------------------ | ----------------------- | ------------------ |
| Nr.                | Rytter                  | Placering          |
| 111                | Tony Gallopin (FRA)     |                    |
| 112                | Julien Bernard (FRA)    |                    |
| 113                | Alexander Kamp (DEN)    |                    |
| 114                | Antwan Tolhoek (NED)    |                    |
| 115                | Filippo Baroncini (ITA) |                    |
| 117                | Jakob Egholm (DEN)      |                    |

| UAE Team Emirates UAD | UAE Team Emirates UAD   | UAE Team Emirates UAD |
| --------------------- | ----------------------- | --------------------- |
| Nr.                   | Rytter                  | Placering             |
| 121                   | Matteo Trentin (ITA)    |                       |
| 122                   | Juan Ayuso (ESP)        |                       |
| 123                   | Alessandro Covi (ITA)   |                       |
| 124                   | Ivo Oliveira (POR)      |                       |
| 125                   | Marc Hirschi (SUI)      |                       |
| 126                   | Finn Fisher-Black (NZL) |                       |
| 127                   | Sebastián Molano (COL)  |                       |

| Alpecin-Fenix AFC | Alpecin-Fenix AFC       | Alpecin-Fenix AFC |
| ----------------- | ----------------------- | ----------------- |
| Nr.               | Rytter                  | Placering         |
| 131               | Tobias Bayer (AUT)      |                   |
| 132               | Dries De Bondt (BEL)    |                   |
| 133               | Floris De Tier (BEL)    |                   |
| 134               | Xandro Meurisse (BEL)   |                   |
| 135               | Stefano Oldani (ITA)    |                   |
| 136               | Kristian Sbaragli (ITA) |                   |
| 137               | Robert Stannard (AUS)   |                   |

| B&B Hotels-KTM BBK | B&B Hotels-KTM BBK     | B&B Hotels-KTM BBK |
| ------------------ | ---------------------- | ------------------ |
| Nr.                | Rytter                 | Placering          |
| 141                | Alan Boileau (FRA)     |                    |
| 142                | Franck Bonnamour (FRA) |                    |
| 144                | Cyril Gautier (FRA)    |                    |
| 145                | Quentin Jauregui (FRA) |                    |
| 146                | Eliot Lietaer (BEL)    |                    |

| Bardiani CSF Faizanè BCF | Bardiani CSF Faizanè BCF | Bardiani CSF Faizanè BCF |
| ------------------------ | ------------------------ | ------------------------ |
| Nr.                      | Rytter                   | Placering                |
| 151                      | Enrico Battaglin (ITA)   |                          |
| 153                      | Davide Gabburo (ITA)     |                          |
| 154                      | Jonathan Cañaveral (COL) |                          |
| 155                      | Martin Marcellusi (ITA)  |                          |
| 156                      | Alessio Martinelli (ITA) |                          |
| 157                      | Alex Tolio (ITA)         |                          |

| Bingoal Pauwels Sauces WB BWB | Bingoal Pauwels Sauces WB BWB | Bingoal Pauwels Sauces WB BWB |
| ----------------------------- | ----------------------------- | ----------------------------- |
| Nr.                           | Rytter                        | Placering                     |
| 161                           | Ludovic Robeet (BEL)          |                               |
| 162                           | Arjen Livyns (BEL)            |                               |
| 163                           | Milan Menten (BEL)            |                               |
| 164                           | Tom Wirtgen (LUX)             |                               |
| 165                           | Tom Paquot (BEL)              |                               |
| 166                           | Dimitri Peyskens (BEL)        |                               |
| 167                           | Mathijs Paasschens (NED)      |                               |

| Burgos-BH BBH | Burgos-BH BBH        | Burgos-BH BBH |
| ------------- | -------------------- | ------------- |
| Nr.           | Rytter               | Placering     |
| 171           | Felipe Orts (ESP)    |               |
| 172           | Jetse Bol (NED)      |               |
| 173           | Jesús Ezquerra (ESP) |               |
| 174           | Ángel Madrazo (ESP)  |               |
| 175           | Alex Molenaar (NED)  |               |
| 176           | Óscar Pelegrí (ESP)  |               |
| 177           | Ander Okamika (ESP)  |               |

| Sport Vlaanderen-Baloise SVB | Sport Vlaanderen-Baloise SVB | Sport Vlaanderen-Baloise SVB |
| ---------------------------- | ---------------------------- | ---------------------------- |
| Nr.                          | Rytter                       | Placering                    |
| 181                          | Ruben Apers (BEL)            |                              |
| 182                          | Jenno Berckmoes (BEL)        |                              |
| 183                          | Vito Braet (BEL)             |                              |
| 184                          | Arne Marit (BEL)             |                              |
| 185                          | Aaron Van Poucke (BEL)       |                              |
| 186                          | Kenneth Van Rooy (BEL)       |                              |
| 187                          | Julian Mertens (BEL)         |                              |

| Arkéa-Samsic ARK | Arkéa-Samsic ARK        | Arkéa-Samsic ARK |
| ---------------- | ----------------------- | ---------------- |
| Nr.              | Rytter                  | Placering        |
| 191              | Warren Barguil (FRA)    |                  |
| 192              | Winner Anacona (COL)    |                  |
| 193              | Łukasz Owsian (POL)     |                  |
| 194              | Benjamin Declercq (BEL) |                  |
| 195              | Christophe Noppe (BEL)  |                  |
| 196              | Markus Pajur (EST)      |                  |
| 197              | Kévin Vauquelin (FRA)   |                  |

| Uno-X Pro Cycling Team UXT | Uno-X Pro Cycling Team UXT       | Uno-X Pro Cycling Team UXT |
| -------------------------- | -------------------------------- | -------------------------- |
| Nr.                        | Rytter                           | Placering                  |
| 201                        | Idar Andersen (NOR)              |                            |
| 202                        | Ådne Holter (NOR)                |                            |
| 203                        | Tobias Halland Johannessen (NOR) |                            |
| 204                        | Jacob Hindsgaul (DEN)            |                            |
| 205                        | Torjus Sleen (NOR)               |                            |
| 206                        | Torstein Træen (NOR)             |                            |
| 207                        | Jonas Gregaard (DEN)             |                            |